# HMNB Clyde
His Majesty's Naval Base (HMNB) Clyde ou base navale de Faslane est, avec la HMNB Devonport et la HMNB Portsmouth, l'une des trois bases opérationnelles de la Royal Navy du début du XXIe siècle.
Située en Écosse, elle est notamment connue comme base sous-marine pour les SNLE de la force nucléaire du Royaume-Uni et accueille à partir du début des années 2010 l'ensemble de la flotte sous-marine de ce pays ainsi que depuis 2008 le Nato submarine rescue system.

## Géographie
L'HMNB Clyde est située dans le Gare Loch en Argyll and Bute dans le Firth of Clyde (Écosse). Elle se trouve sur la rive orientale du Gare Loch au nord du Firth of Clyde. Elle est située à environ 40 km de la ville de Glasgow. La base sous-marine est composée de nombreux sites distincts, les deux principaux étant :
- Faslane, à 40 km de Glasgow ;
- RNAD Coulport, au bord du Loch Long, environ 3 km à l'ouest de Faslane.

## Histoire
Faslane a d'abord été construit et utilisé comme base pendant la Seconde Guerre mondiale. Au cours des années 1960, le gouvernement britannique a commencé à négocier l'accord avec les États-Unis concernant l'achat d'un système de missiles Polaris, pour disposer d'armes nucléaires de fabrication britannique dans cinq sous-marins spécialement construits. Seulement quatre ont été construits; HMS Resolution, HMS Repulse, HMS Renown et HMS Revenge. Ces quatre sous-marins étaient basés en permanence à Faslane.
Faslane lui-même a été choisi pour accueillir ces navires au plus fort de la guerre froide en raison de sa position géographique, qui forme un bastion naturel au croisement du Gare Loch et du Firth of Clyde, relativement isolée mais en eaux profondes et facilement navigables, sur la côte ouest de l'Écosse.
Cette position permet un accès rapide et discret par le Canal du Nord aux secteurs de patrouilles sous-marines de l'Atlantique Nord, à travers la ligne GIUK jusqu'à la mer de Norvège. Au moment où il a été choisi, l'emplacement était également proche de la base américaine de SNLE à Holy Loch, qui fonctionnait de 1961 à 1992. Un bateau était toujours en patrouille.
En 1971, la base abritait le 3e escadron de sous-marins de la flotte nucléaire, des sous-marins de patrouille diesel, « les chasseurs » et le 10e escadron de sous-marin composé des quatre sous-marins Polaris, « les bombardiers ».

## Commandement
Le commandant de la base navale, Clyde également connu sous le nom de commodore, base sous-marine de Clyde est un haut responsable de la Royal Navy britannique établi pour la première fois en août 1967. L'officier à ce poste est responsable du commandement et de l'administration de la base navale.
Le bureau a été créé en août 1967. Le commodore Derrick G. Kent (en) est le premier titulaire. Le titulaire du poste relevait du chef adjoint de l'état-major de la marine (soutien) (en) (ACNS) de décembre 2011 à janvier 2018. Le poste d'ACNS est renommé Directeur du support naval, auquel cet officier rend compte.
Liste exhaustive :
- Commodore Derrick G. Kent (en) : août 1967 - mai 1969
- Commodore Peter G. La Niece : mai 1969 - février 1971
- Commodore Peter EC Berger : février 1971 - août 1973
- Commodore Anthony J. Cooke : août 1973 - octobre 1975
- Commodore Alan J. Leahy : octobre 1975 - mai 1978
- Commodore Colin N.MacEacharn : mai 1978 - octobre 1980
- Commodore George MF Vallings : octobre 1980 - octobre 1982
- Commodore David H.Morse : octobre 1982 - octobre 1984
- Commodore David Pentreath : octobre 1984 - juin 1986
- Commodore Patrick B. Rowe : juin 1986 - décembre 1988
- Commodore Robert N.Woodard : décembre 1988 - juin 1990
- Commodore David AJ Blackburn : juin 1990 - 1992
- Commodore Stuart M. Tickner : 1992
- Commodore John A. Trewby : mars 1992 - février 1994
- Commodore B.Brian Perowne : février 1994 - 1996
- Commodore Frederick G. Thompson : 1996–1999
- Commodore Richard J. Lord : 1999 - janvier 2001
- Commodore K.John Borley : janvier 2001 - juin 2004
- Commodore Carolyn J. Stait : juin 2004 - octobre 2007
- Commodore Christopher J.Hockley : octobre 2007 - janvier 2011
- Commodore Michael P. Wareham : janvier 2011 - septembre 2013
- Commodore Keith A. Beckett : septembre 2013 - octobre 2014
- Commodore A. Mark Adams : octobre 2014 - février 2016
- Commodore Mark E. Gayfer : février 2016 - juin 2018
- Commodore Donald Doull : juin 2018 - juin 2021
- Commodore Bob Anstey : juin 2021 - décembre 2022
- Commodore Sharon Malkin : depuis décembre 2022

## Navires et unités
Les navires et unités notables suivants sont basés à Faslane,,,,.
| Commodore J. L. Perks OBE, Commander Submarine Flotilla/(Commodore Submarine Service (COSM)) - classe Vanguard SSBNs - HMS Vanguard - HMS Victorious - HMS Vigilant - HMS Vengeance - classe Astute SSNs - HMS Astute - HMS Ambush - HMS Artful - HMS Audacious - classe Trafalgar SSNs - HMS Talent - classe Sandown mine countermeasures vessels - HMS Penzance (en) - HMS Pembroke - HMS Grimsby (en) - HMS Bangor (en) - HMS Ramsey (en) - HMS Blyth - HMS Shoreham (en) - Faslane Patrol Boat Squadron - HMS Tracker (classe Archer patrol vessel) - HMS Raider (classe Archer patrol vessel) - Northern Diving Group Royal Marines (3 Commando Brigade) - 43 Commando Fleet Protection Group Royal Marines (en) - Quartier général Squadron - O Rifle Squadron - P Rifle Squadron - R Rifle Squadron - classe Island patrol vessels - Mull - Rona - Eorsa | - Multicat 2613-class utility boat - SD Angeline - Coastal oilers (en) - SD Oilman - SD Waterpress - Impulse-class tugs - SD Impulse (A344) - SD Impetus (A345) - ATD 2909-class tugs - SD Reliable - SD Resourceful - SD Dependable - STAN 2608-class tugs - SD Jupiter - Oban-class tenders - SD Oronsay - SD Omagh - Personnel ferries - SD Eva - STAN 1505-class tenders - SD Clyde Racer - STAN 1905-class tenders - SD Clyde Spirit - Clyde Marine Unit - classe Island patrol vessels - Iona - Skye - Lismore - Barra - Harris - Jura - Nuclear Division (Faslane Station) - Central Support Group |

## Missions et moyens
HMNB Clyde se trouve sur la rive est du Gare Loch à Argyll and Bute, au nord du Firth of Clyde et 25 mi (40,2336 km) ouest de Glasgow.
La base sous-marine comprend plusieurs sites distincts, les deux principaux étant:
- Faslane, à 40 km de Glasgow ;
- RNAD Coulport, à côté du Loch Long, 2 mi (3,218688 km) ouest de Faslane.

Faslane est également un site d'équipement et de soutien de défense, exploité dans une organisation à deux sites avec Great Harbour, Greenock, par Babcock Marine and Technology, et géré par Serco Denholm,,.

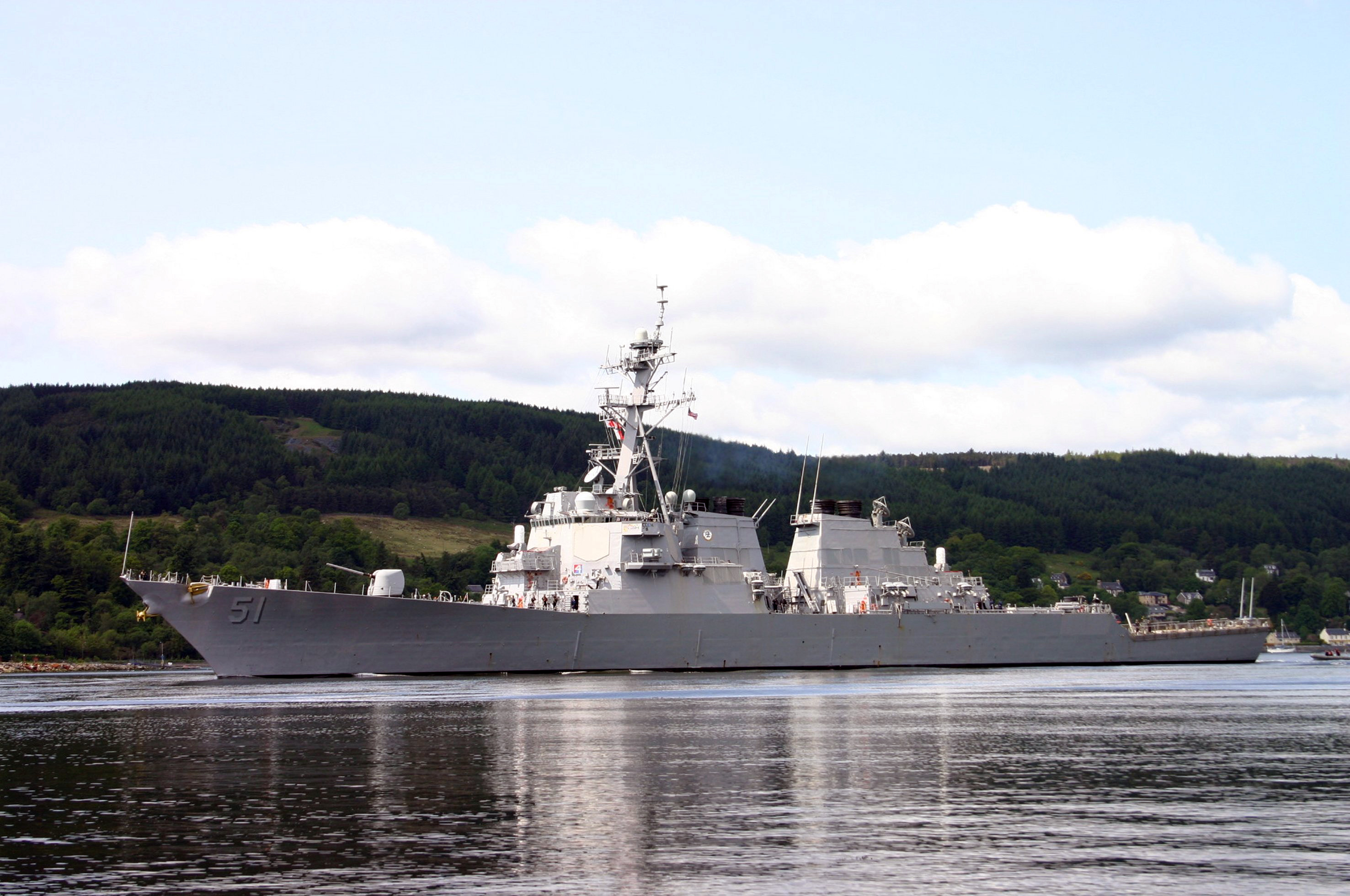
USS Arleigh Burke (DDG-51) au départ du HMNB Clyde

L'établissement naval à terre à Faslane est le HMS Neptune. Le personnel naval nommé à la base qui n'appartient pas à un navire de mer représente l'équipage du navire[pas clair]. Le Gare Loch et le Loch Long sont tous deux des lacs de mer s'étendant vers le nord depuis le Firth of Clyde. La base sert de première base à la flotte britannique de sous-marins nucléaires et à armement nucléaire de Vanguard, ainsi que de sous-marins nucléaires à armement conventionnel, protégés par le 43 Commando Fleet Protection Group Royal Marines.
Aux commandes du HMNB Clyde se trouve le commandant de la base navale (Clyde), le commodore Donald Doull, qui a succédé au commodore Mark Gayfer à l'été 2018.
La base abrite plusieurs unités, notamment le Flag Officer Scotland and Northern Ireland (FOSNI) (qui est également le contre-amiral des sous-marins), le Northern Diving Group et le siège écossais du ministère de la Défense. Y sont stationnés 3 000 militaires, 800 autres vivants avec leurs familles et 4 000 travailleurs civils, en grande partie de Babcock Marine, formant une part importante de l'économie d'Argyll and Bute et de West Dunbartonshire.
D'ici 2020, les onze sous-marins de la Royal Navy seront rassemblés dans ce port militaire du Clyde à Faslane, le nombre de personnes directement employées par la base passant à 8200. En 2018, le secrétaire d'État à l'Écosse de l'époque, David Mundell, a déclaré: « l'ensemble de la flotte sous-marine du Royaume-Uni sera basée à Faslane d'ici 2020. Cela renforcera le rôle vital de l'Écosse dans la protection de notre pays et garantira des emplois qualifiés et sûrs sur la Clyde pour les années à venir." 

## Sécurité et accidents
L'exercice Evening Star déroule chaque année les procédures d'intervention d'urgence en cas d'accident d'arme nucléaire à Faslane. Il est dirigé par le Bureau de la réglementation nucléaire. En 2011, l'exercice a échoué car "un certain nombre d'aspects de commandement et de contrôle de l'exercice n'ont pas été considérés comme ayant été suffisamment démontrés".
En 2013-2014, il y a eu 99 accidents radiologiques concernant des réacteurs nucléaires et 6 avec des armes nucléaires. Ce sont les chiffres les plus élevés depuis au moins six ans. Le ministère de la Défense soutient qu'il n'y avait aucun risque pour le public car la plupart d'entre eux étaient des accidents mineurs. Le porte-parole de la défense du SNP, Angus Robertson, a qualifié ces chiffres de "totalement choquants".
Le ministère de la Défense, cependant, a fait valoir qu'il était "totalement trompeur" de se concentrer uniquement sur le nombre d'incidents, car ils incluent "des problèmes très mineurs tels que le fait de ne pas remplir le bon formulaire avant le début des travaux de peinture". Il a également déclaré que ce « système rigoureux montre à quel point le ministère de la Défense prend au sérieux tous les aspects de la sûreté nucléaire, en s'assurant que les leçons sont tirées, et nous pouvons être clairs qu'aucun des événements dans les rapports ne posait de risque pour la santé de notre personnel, ou à tous les membres du public." Des événements mineurs (étiquetage incorrect d'une palette vide) ont été signalés et étudiés afin que les résultats puissent s'améliorer.
En 2015, le ministre britannique de la Défense de l'époque, Philip Dunne, déclarait : « Ce processus d'enregistrement complet et indépendant permet à Clyde de maintenir une solide culture de rapports, de tirer des leçons de l'expérience et de prendre rapidement des mesures correctives ».

## Manifestations anti-nucléaires
Compte tenu de la présence sur place de missiles nucléaires, Faslane a attiré des manifestations de Campaign for Nuclear Disarmament et d'autres groupes de pression écossais, y compris Trident Ploughshares. Depuis 1982, un camp permanent de la paix se trouve devant les portes de la base, où se tiennent de fréquentes manifestations et des manifestations régulières le mercredi. La présence de Faslane est également un sujet de politique écossaise.
Le Parti national écossais (SNP), le Parti socialiste écossais (SSP) et les Verts écossais s'opposent tous au déploiement d'armes nucléaires, bien que le SNP ait assuré qu'il conserverait la base pour le service des unités navales armées et dotées de manière conventionnelle. Des membres de ces partis et même certains du Parti travailliste sont souvent présents aux rassemblements. Certains indépendants, comme George Galloway, assistent à des rassemblements à l'extérieur de Faslane.

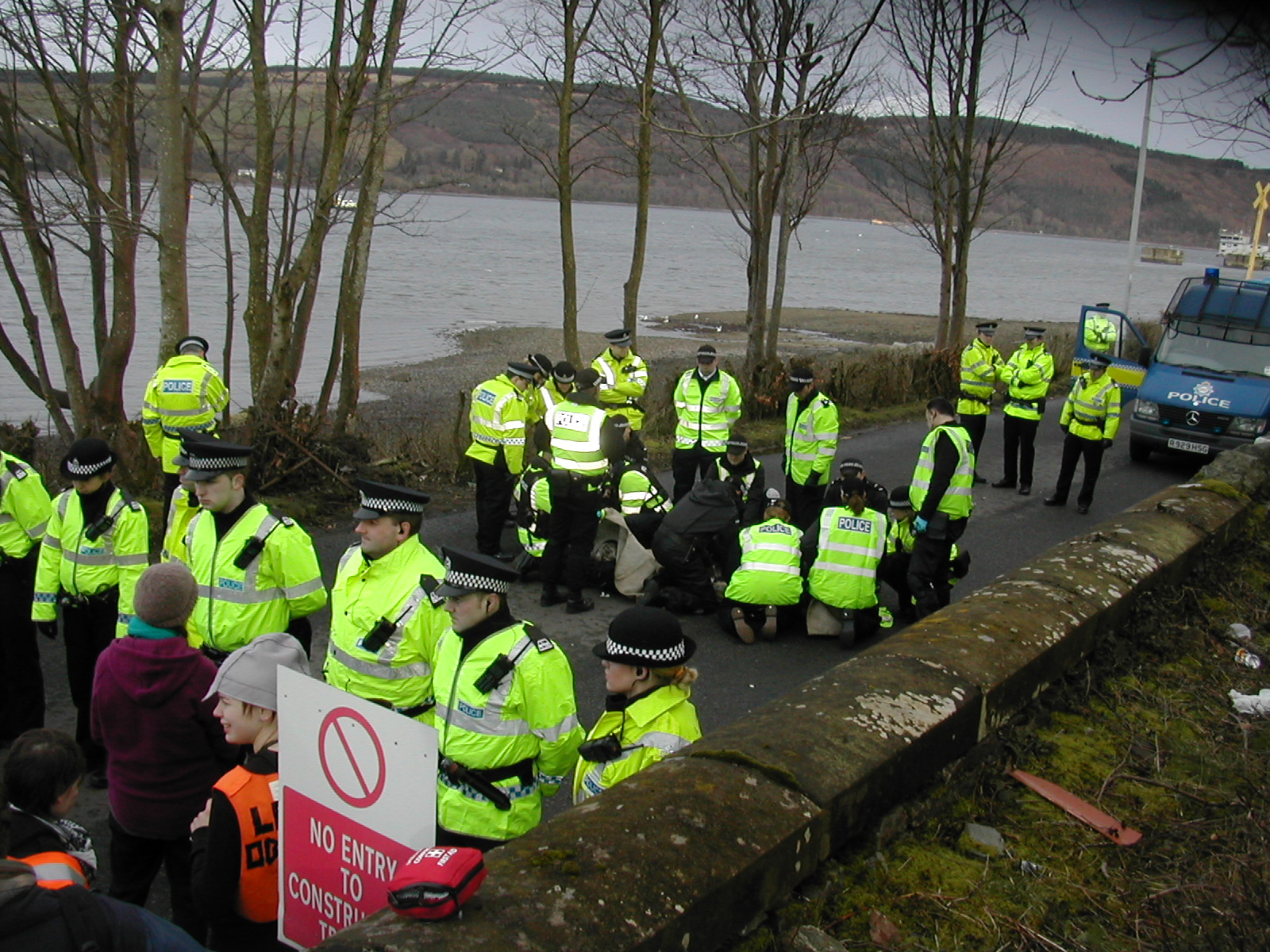
La police démantèle un blocus des manifestants de York à la porte sud de la base de Faslane

### Faslane 365
La campagne Faslane 365 était une manifestation d'une année devant la base. C'était une initiative de résistance civile pour exercer une pression publique pour la suppression des armes nucléaires britanniques.
La campagne a été lancée en septembre 2006, la première action de protestation ayant débuté le 1er octobre 2006, menée par un groupe de femmes militantes associées aux manifestations à Greenham Common. Il s'est officiellement terminé par un « grand blocus » le 1er octobre 2007.
131 groupes de blocus ont participé à Faslane 365 et 1150 arrestations ont été effectuées.